# Мирошниченко, Евгений Гордеевич
Евгений Гордеевич Мирошниченко (род. 23 февраля 1939) — советский литературный критик и историк литературы, журналист.

## Биография
Окончил Одесский государственный университет и аспирантуру Московского государственного университета, где в 1980 году защитил кандидатскую диссертацию «Журнал „Литературный критик“ и его роль в литературоведении и критике 30-х годов». С 1977 г. — доцент Николаевского государственного института (университета), с 2005-го — работает в Николаевском межрегиональном институте развития человека «Украина» (г. Николаев). Член-корреспондент Международной Кирилло-Мефодиевской академии славянского просвещения.
Член Союза писателей России, лауреат Международной литературной премии им. Великого князя Юрия Долгорукого.
Публикуется в литературно-художественных, научно-методических, периодических изданиях Харькова, Симферополя, Киева, Москвы. Автор энциклопедических статей в «Української Літературної Енциклопедії» (т. 1, 1988), энц. справочнике «Николаевцы» (1999), «Енциклопедії сучасної України» (т. 1-4). С 2004 г. в общественно-политической газете Николаевской области «Южная правда» ведет авторскую рубрику «Диалог культур».

### Книги
- Мирошниченко Е. Г. Степная Эллада. Художественный образ Степного Причерноморья в прозе. Авторские очерки, рецензии. — Николаев: П. И. Шамрай, 2014. — 84 с.
- Мирошниченко Е. Г. Живущие на перекрестке. Сб. культурологических,  историко-литературных  текстов, рецензий, интервью, эссе, опубликованных в научных, журнально-газетных изданиях последних лет. — Николаев: Илион, 2011. — 149 с.
- Мирошниченко Е. Г. Литературный Николаев (путеводитель). — Выпуск 1. — Николаев: Гудым И.А., 2008. — 104 с.
- Мирошниченко Е. Г. Город и миф. Интервью, рецензии, культурологические тексты. — Николаев: Илион, 2007. — 92 с.
- Мирошниченко Е. Г. Чайка над лиманом. Беседы с писателями, статьи, заметки о книгах. — Николаев: Илион, 2005. — 84 с.
- Мирошниченко Е. Г. Время и бремя культуры: Публицистические заметки, статьи, литературная критика. — Николаев: НУНЦ ОНУ им. Мечникова, 2003. — 68 с.
- Мирошниченко Е. Г. Я зачем-то съездил в Николаев… Сб. литературно-краеведческих очерков. — Николаев: Аванта, 2001. — 160 с.
- Мирошниченко Е. Г. Читали ль вы? Сб. очерков о южных страницах творчества И.Бунина, А.Куприна, В.Дорошевича, А.Ахматовой, Б.Мозолевского, А.Поперечного и др. — Николаев, 2016. — 188 с.

### Статьи
- Мирошниченко Е. Г. «Прекраснее Малороссии нет страны в мире». Украина в жизни и творчестве И.А.Бунина // Русская школа. — Киев, 2013. — № 6. — С. 38—43.
- Мирошниченко Е. Г. Евгений Замятин: «Пошел по Соборной…» // Соборная улица. — Николаев, 2012. — № 1. — С. 96—97.
- Мирошниченко Е. Г. И.Бабель: «Конармия» мне не нравится // Соборная улица. — Николаев, 2012. — № 3. — С. 107—111.
- Мирошниченко Е. Г. Кто прекрасней и милее? Размышления после издания серии антологий русской поэзии Украины // Радуга. — Киев, 2009. — № 4. — С. 138—143.
- Мирошниченко Е. Г. Слово, обогащенное словом. Рец. на поэтический сборник «Два берега» // Радуга. — Киев, 2008. — № 9. — С. 139—144.
- Мирошниченко Е. Г. Limba partum — земля отцов // Литературная газета + Курьер культуры: Крым — Севастополь (Региональное обозрение). — Киев, Севастополь, 2008. — № 23.
- Мирошниченко Е. Г. Халтура в «Школе». К вопросу о читательском спросе // Русский язык и литература в учебных заведениях. — Киев, 2006. — № 2. — С. 74—76.
- Мирошниченко Е.Г. Категория избранничества в поэтической эволюции М. Цветаевой и Б. Чичибабина // Чичибабин и мировая литература : Вестник Крымских чтений Б. А. Чичибабина. — Симферополь, 2005. — № 1. — С. 84—93.
- Мирошниченко Е. Г. Между Россией и вечностью. Рец. на трехтомник Б.Чичибабина (Харьков, «Фолио», 2002) // Роман-журнал XXI век. — Москва, 2003. — № 2. — С. 42—43.
- Мирошниченко Е. Г. И вздрогнет душа // Освітянські вітрила : Гуманітарний альманах. — Миколаїв, 2003. — С. 87—92.
- Мирошніченко Є. Г. Воля до життя // Реабілітовані історією. — Миколаїв, 2000. — С. 230—239.
- Мирошниченко Е. Г. Исаак Бабель — без цензуры // Зарубежные задворки, № 12, 2014 (Германия)